# Inga filiformis
Inga filiformis är en ärtväxtart som beskrevs av Nelson A. Zamora. Inga filiformis ingår i släktet Inga och familjen ärtväxter. Inga underarter finns listade i Catalogue of Life.